# پرسی لوری
پرسی لوری (انگلیسی: Percy Laurie؛ ۵ نوامبر ۱۸۸۰ – ۱۶ فوریه ۱۹۶۲) نظامی و سیاست‌مدار اهل بریتانیا بود.